# Nepenthes bokorensis
Nepenthes bokorensis Mey, 2019 è una pianta carnivora della famiglia Nepenthaceae, endemica del Monte Bokor, in Cambogia, dove cresce a 800–1080 m.